# Sam (ime)
Sam je moško osebno ime.

## Izvor imena
Ime Sam je skrajšana različica moških osebnih imen Samo oziroma Samuel.

## Pogostost imena
Po podatkih Statističnega urada Republike Slovenije na dan 31. decembra 2007 v Sloveniji ni bilo moških oseb z imenom Sam ali pa je bilo število nosilcev tega imena manjše od 5.

## Osebni praznik
Osebe z imenom Sam lahko godujejo takrat kot osebe z imenom Samo oziroma Samuel.